# Dave Watson (labdarúgó, 1961)
David Watson (Liverpool, 1961. november 20. –) angol válogatott labdarúgó, edző.

## Pályafutása

### Klubcsapatban
Liverpoolban született. Pályafutását is szülővárosa a Liverpool FC utánpótlásában kezdte. 1980-ban az Norwich City szerződtette és az Ipswich Town ellen mutatkozott be 1980 karácsonyán. Az 1984–85-ös szezonban csapatával megnyerte a ligakupát, egy évvel később az 1985–86-os idény végén pedig feljutottak az első osztályba. Watson az idény végén távozott és az Evertonba igazolt. Első mérkőzését 1986. augusztus 23-án játszotta új csapata színeiben. A Goodison Parkban rendezett találkozón a Nottingham Forest ellen nyertek 2–0-ra. A klubváltás jól sikerült, mivel az 1986–87-es szezonban az Everton megnyerte a bajnokságot is. Összesen 15 évig játszott a liverpooli csapatban. 

### A válogatottban
1984 és 1988 között 12 alkalommal szerepelt az angol válogatottban. Egy Brazília elleni barátságos mérkőzésen mutatkozott be 1984. június 10-én, amit 2–0-ra megnyertek. Részt vett az 1988-as Európa-bajnokságon.

### Edzőként
1997-ben pár mérkőzés erejéig kinevezték az Everton vezetőedzőjének az 1996–97-es szezon végén. 1997 nyarától azonban ismét játékosként folytatta pályafutását. Miután 2001-ben befejezte az aktív játékot, a következő 2001–02-es szezonban a Tranmere Rovers csapatát irányította. 

## Sikerei, díjai

### Játékosként
Norwich City
- Angol ligakupa (1): 1984–85
- Angol másodosztályú bajnok (3): 1985–86

Everton FC
- Angol bajnok (3): 1986–87, 1988–89, 1989–90
- Angol kupa (1): 1994–95
- Angol szuperkupa (2): 1987, 1995